# Crotonia brevicornuta
Crotonia brevicornuta är en kvalsterart som först beskrevs av Wallwork 1966.  Crotonia brevicornuta ingår i släktet Crotonia och familjen Crotoniidae. Inga underarter finns listade i Catalogue of Life.